# 에이다 웡

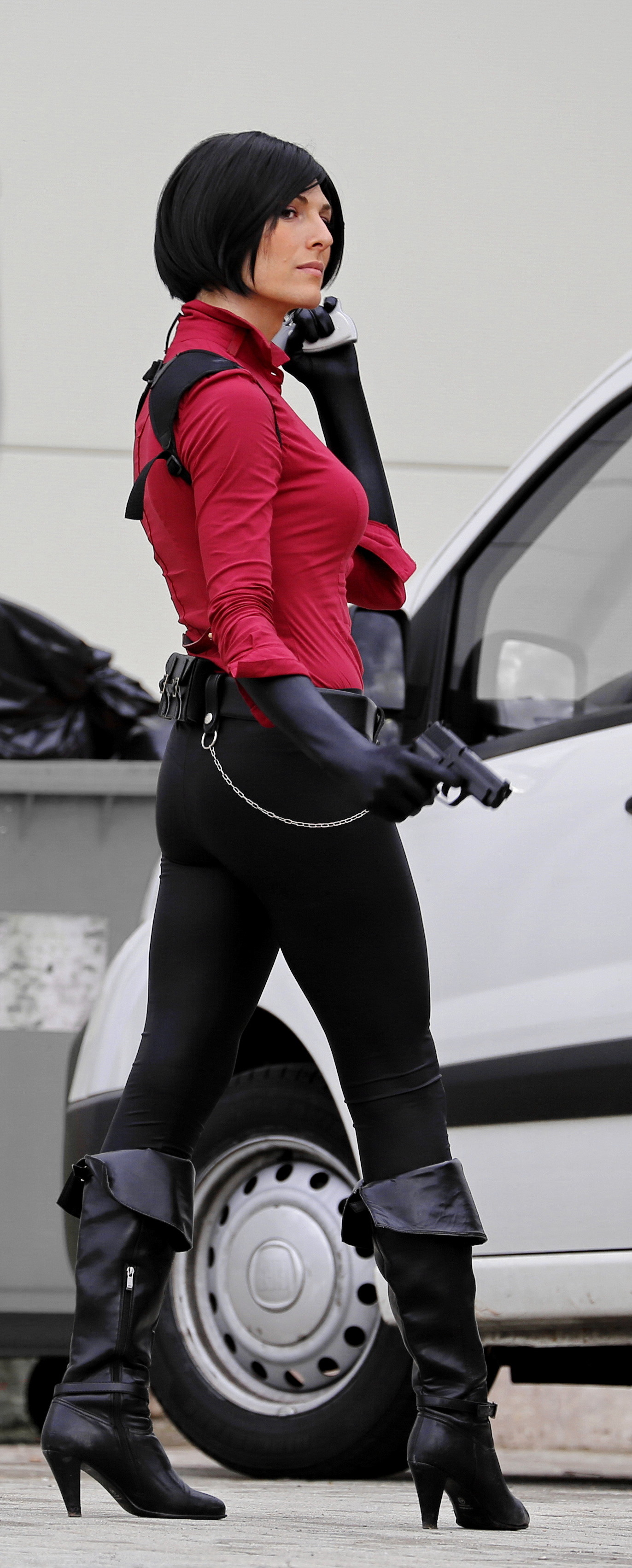

에이다 웡(Ada Wong)은 캡콤의 게임 바이오하자드 시리즈에 등장하는 인물이다.

## 캐릭터
태생이나 목적 등 모든 것이 수수께끼인 동양계 미녀이다. "에이다 웡"이라는 이름은 가명이고, 본명은 불명. 전투 능력을 가진다. 악덕 기업 "엄브렐라"와는 적대 관계에 있는 기업 조직 "HCF"에 속하는 산업 스파이이며, 우수한 공작원이지만 자신의 목적을 위해 종종 명령을 무시하는 경우가 있다.